# Ético-Adalrico da Alsácia
Ético-Adalrico da Alsácia (cujos nomes aparecem nos textos sob as formas Eticho, Aticus, Attich, Etih, Chadalricus), nascido por volta de 635 no pagus Attoariensis (no planalto de Langres), e morreu no dia 20 de fevereiro de 690 ·  ·  no castelo de Hohenbourg, duque da Alsácia a partir de 662 a 690, é o mais conhecido membro da família de eticônidas.
Ético-Adalrico é o fundador da dinastia dos eticônidas e o pai de santa Odilia, patrona da Alsácia. Ele também pode ser o ancestral da família dos Habsburgos, da família de Eguisheim-Dabo, da Casa de Baden, da Casa da Lorena e os condes da Flandres.

## Família
A ascendência de Ético-Adalrico está no dominio da especulação: ele seria o filho de Adalrico, duque de pagus Attoariensis e o descendente de Valdelène e Élia Flávia. A sua mãe pode ser Hultruda de Burgondia, filha de Guilhebaudo, patrício, descendente de vários reis da burgúndios, e dos Ferreol. Eles têm antepassados entre os Alamanos, os Romanos, os Francos, os Gauleses, e os Burgúndios, às vezes, ilustres. O seu avô, o duque Amalgardo de Dijon e sua esposa Aquilina do Jura já são os fundadores de vários mosteiros e abadias. Os seus pais são próximos dos reis francos, grandes servos de vários reinos. Jean de Turckheim, em seus Tabelas Genealogicas da ilustre casa dos Duques de Zaeringen mostra, no entanto, que os pressupostos sobre as suas origens são muitas e os descendentes de seus filhos, exceto Adalberto e Ético II é um mistério.
Outras fontes o citam filho do Leudésio, prefeito do palácio de Nêustria, que foi assassinado em 676, que é o próprio bisneto do rei Clotário I e Ingonda (pais de Biliquilda, mãe por Ansberto de Erquinoaldo, o pai de Leudésio por Leutsinda) : os eticônidas descenderiam, então, dos reis merovíngios.

## Biografia
Os historiadores da época, representam-no como um homem integro, sincero, liberal, firme nas suas resoluções e verdadeiramente cristão, mesmo se às vezes tem um comportamento rígido e cruel. A História acusa-o de ter assassinado por seus soldados o abade Germano de Moutier-Grandval , e alguns autores pensam mesmo que ele participou na morte violenta de santo-Léger, bispo de Autun, bem como na de santo Columbano

### Infância e casamento (655)
Em meados do século VII, Adalrico originário do pagus Attoariensis é um rico proprietário instalado na vila real de Obernai. É uma figura influente ao nível político e militar na Austrásia.
Por volta de 655, casou-se com Bersvinda , que, de acordo com o Chronicon Ebersheimense, que é filha de uma irmã de Santo-Léger, bispo de Autun , e a irmã de uma rainha dos Francos. A única rainha que pode corresponder é Cimenequilda, a esposa de Sigeberto III, rei de Austrásia. Sobre a base da onomástica, algumas são uma irmã do senescal Hugoberto.
Bersvinda é muito piedosa e não beneficia de suas riquezas se não para as propagar no peito dos pobres. A cada dia, ela retira-se na zona mais isolada de seu palácio, para dedicar o seu tempo livre à leitura dos livros santos e aos exercícios da piedade.
É somente depois de vários anos, em 662, que nasce a sua primeira filha, Odilia, que é cega.

### Duque da Alsácia (662)
Em 662, Ético-Adalrico foi nomeado duque da Alsácia pelo rei Quilderico II, sucessor do duque Bonifácio.
O território que detém Ético-Adalrico da Alsácia é mais reduzido que o do duque de Bonifácio, seu antecessor. Ele está localizado a leste da crista de Vosges, da abadia de Surbourg, a sul do Sauer (rio), para sul da abadia de Moutier-Grandval, localizada no norte do Jura. Inclui o Brisgóvia e uma parte da planície renana do outro lado do Reno.
O rei dirigi-lhe em 663, um segundo diploma de doação para a abadia de Munster.

### As guerras civis (675-687)

Carta retrospectiva do Siágrioo nos reinosfranca reinos, até até aoimpério carolíngio, sob Carlos magno

Ambicioso, Ético-Adalrico é um dos principais atores das guerras que se seguiram ao assassinato do rei Quilderico II (675). Aproveitando os transtornos do reino para reclamar o seu poder e os jogos de rivalidades entre as grandes.
Ele apoia, em primeiro lugar, Dagoberto II e, em seguida, Ébroïno, o prefeito do palácio de Nêustria. Mas esta último tem por inimigo o bispo de Autun santo Leger, o tio da mulher de Adalrico. Tendo feito prisioneiro, ele faz com que os seus olhos sejam arrancados, e em seguida, decapita-o em Sarcinium) em Artois, por volta de 678.

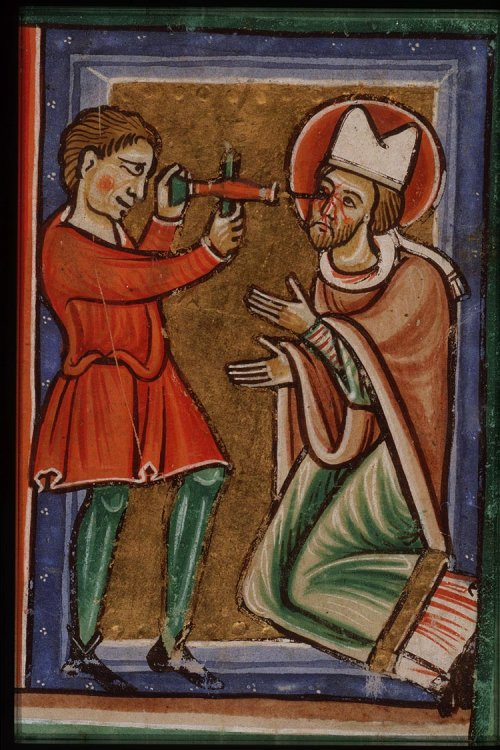
Martirío de Léger de Autun

Ético-Adalrico da Alsácia aproxima-se então de Pepino de Herstal, prefeito do palácio da Austrásia. Esta aliança permite-lhe fazer face às ameaças de Ebroíno e expandir a sua influência para o sul, até ao Jura. Ele também participa nas lutas na Borgonha.
Enquanto com ela grávida, a sobrinha de Bersuínda, a rainha Biliquilda, mulher de Quilderico II é assassinado, ao mesmo tempo que o seu marido na floresta de Lognes, a lauconia silva, vasta extensão de floresta que abrange à época as florestas de Bondy e de Livry.
Aproveitando-se do assassinato de Heitor, príncipe de Provença, em 675 ou 679, Ético-Adalrico invade a Provençaça. Ele tenta tomar Lyon, mas em vão. De volta à Alsácia, ele descobre que o rei da Nêustria Teodorico III, confiou as suas terras a um de seus fiéis natural da Borgonha.
Após a morte de Ébroino em 681, Adalrico participa da luta entre a Nêustria e a Austrásia ao lado de Pepin de Herstal, em particular, na batalha de Tertry, em junho de 687. É então o auge de seu poder.

### O castelo e a abadia de Hohenbourg

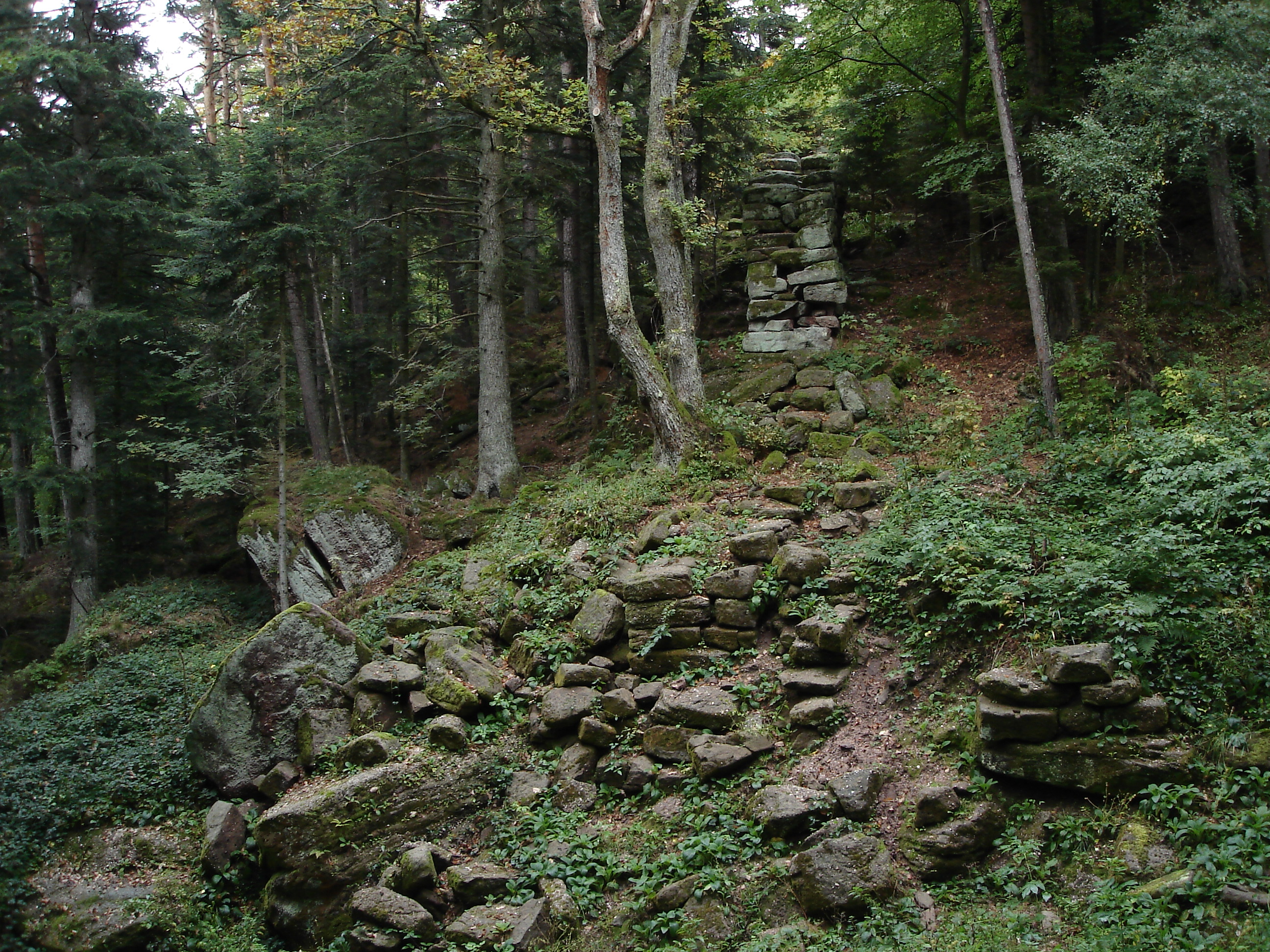
O muro pagão do monte de Hohenbourg. Bernard Vogler, na Nova história da Alsácia, fala do deserto da floresta para qualificar o seu ducado.

Adalrico deseja ter uma nova residência, a sua escolha faz-se sobre a cimeira de Hohenbourg, o atual Monte Santa-Odilia, onde se encontram ruínas de edifícios antigos.
O duque construiu um palácio, onde ele reside, durante a temporada de verão, e em seguida, após o nascimento de sua filha Odilia e a de seus outros cinco filhos, com mais frequência.
Odilia, de volta ao castelo construído por seu pai, dá comida aos doentes e alívio aos pobres. As suas renomadas qualidades eminentes atraem também as pessoas mais ilustres.
Adalrico cede a Odilia, o castelo, mesmo com todas as suas dependências, e esta antiga fortaleza, que abriga uma corte, vai tornar-se, nas mãos da futura santa, num asilo aberto para aqueles que querem fugir do contato com o mundo. É entre 680 e 690 que são realizados os trabalhos necessário para tornar a casa apropriada para o seu novo destino. O duque porvém todas as despesas e cadeiras, muitas vezes, próprio para o trabalho. Quando os edifícios estão concluídos, Odilia toma posse do mesmo, a cabeça de uma comunidade de cento e trinta freiras da nobreza renânia.

### As fundações monásticas de Etico-Adalrico

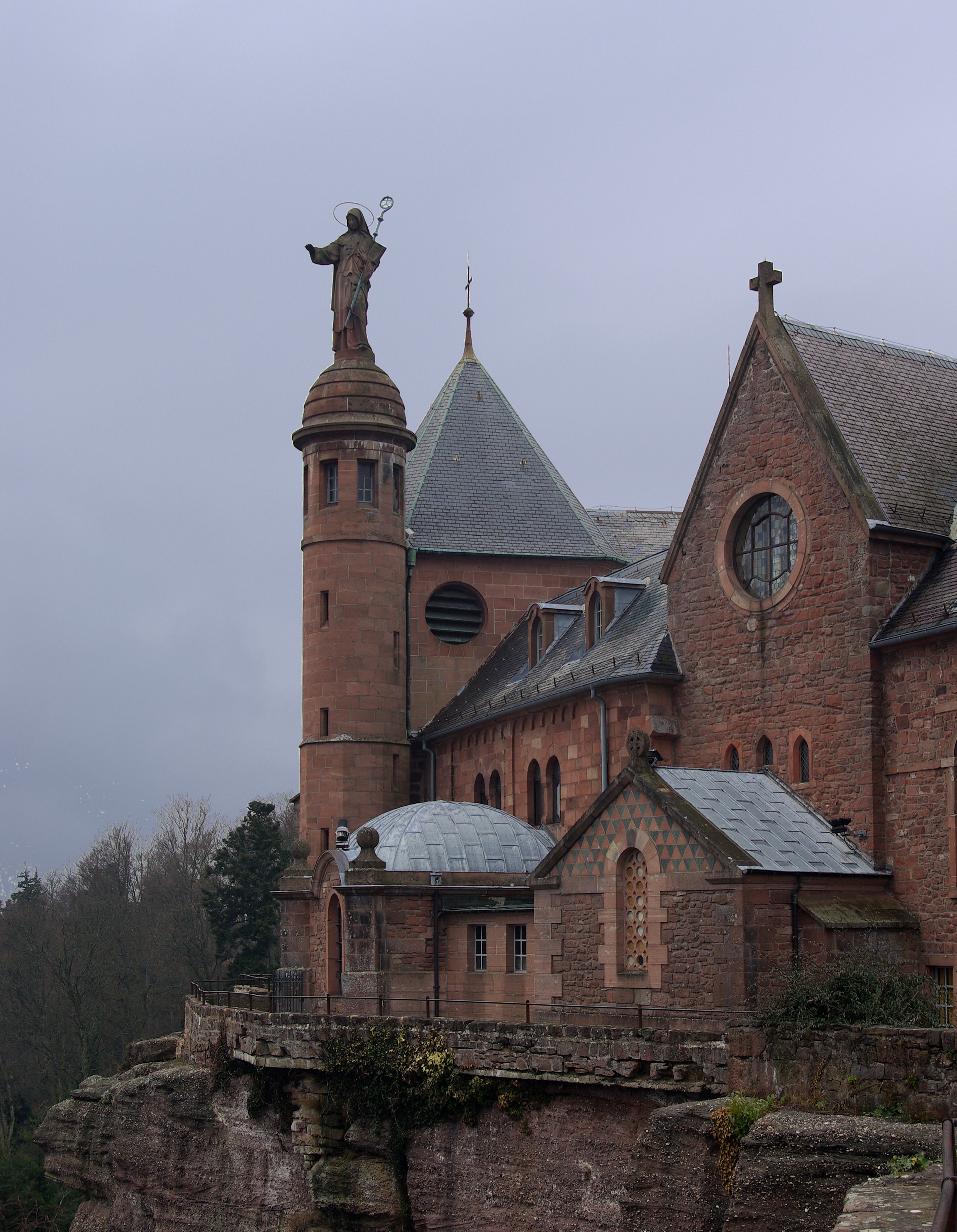
O convento de Monte Santa-Odilia

#### O episódio de Germano de Moutier-Grandval
Para afirmar o seu poder, Etico-Adalrico faz assassinar Germano, o abade da abadia de Moutier-Grandval, descendente de uma família senatorial galo-romana.

O monge o acusa de oprimir o povo, e de aborrecer de todas as maneiras, os monges de Moutier-Grandval ao lidar com os rebeldes à autoridade de seu antecessor e a sua própria. À frente de uma banda de Alamanos, Etico-Adalrico aborda o mosteiro. Germano, acompanhado do bibliotecário da comunidade, vai adiante do inimigo. A vista das casas queimadas, e de seus pobres vizinhos perseguidos e mortos pelos soldados, ele irrompeu em lágrimas e palavras de reprovação : 
| “ | Inimigos de Deus e da verdade, é assim que vós tratais um país cristão e como nem sequer temeis arruinar este mosteiro que eu mesmo construí. | ” |

O duque escutou sem raiva, e prometeu-lhes a paz. Mas, voltando a Moutier-Grandval, Germano encontra em seu caminho soldados, e começa igualmente a pregar : 
| “ | Caros filhos não cometeis tantos crimes contra o povo de Deus ! | ” |

Em vez de flexionar as suas palavras exasperadas, eles o despojam de suas roupas e degolam-no, bem como a seu companheiro.

#### Hohenbourg e Ebersmunster
A partir deste crime, Adalrico muda de atitude para com os monges que estão a tentar cristianizar, limpar e preencher as florestas de seu ducado, cheia de bandidos e animais selvagens.
Ele apela aos Beneditinos e funda na Alsácia várias instituições religiosas, os garantes do seu poder, como Ebersheim e Gregoriental.
Etico-Adalrico da Alsácia cria mais particularmente, a abadia de Hohenbourg, que ele dá para sua filha, Odília, e a de Ebersmunster, onde em 675, o irlandês abade Deodato (o futuro santo Deodato) fundou uma comunidade de monges no domínio dado por Adalrico. A marcha de Soultz é dada em 667 para a abadia de Ebersmunster pelo duque da Alsácia.
Etico-Adalrico da Alsácia dá à abadia de Hohenbourg nascente várias de seus domínios, situados na Alta-Alsacia e assim como o dízimo de um grande número de aldeias da Baixa-Alsácia e de Breisgau. Ele fez um acto de doação que ele coloca sobre o altar de saint Maurice.

#### Moyen-Moutier
Adalrico doa igualmente a seu mosteiro de Moyen-Moutier, a terra de Feldkirch. Um dos mosteiros mais favorecido foi o de Moyenmoutier, cujo fundador Santo Hidulfo, tinha restaurado a visão de santa Odília. Em reconhecimento deste milagre, Etico doa a Moyenmoutier grandes posses na Alsácia, entre outras coisas, a terra em torno Thanvillé. Em 667 outros bens também situados perto deThanvillé foram doados à abadia de Ebersmunster. Estes bens incluíam prados, campos e bosques.

### O ducado hereditário
A guerra civil teve como consequência um ducado da Alsácia reduzido em tamanho a este de Vosges. Mas a função de duque tem um papel real e a Alsácia depende menos de prefeitos do palácio que de outras regiões do reino. O palácio merovingio em Marlenheim, na Alsácia, não vê mais a estada de um novo rei a partir do fim da vida de Etico-Adalrico da Alsácia. Os seus descendentes não têm rivais durante cinquenta anos que lhes permitam manter o poder.
No início de seu reinado, Adalrico da Alsácia teve necessidade de aliados e portanto de condes, mas em 683 numa assembleia regional, ele designa seu sucessor, seu filho Adalberto. Controlando os mosteiros e os condes, que se tornam parentes, Adalrico cria um poderoso ducado que começa a tomar o nome de Alsácia e transmite-o a seus herdeiros Eticonídas. Ele quebra também uma tradição de partilha do poder entre a Igreja e os senhores locais, em favor de um só dirigente, o duque.

### O fim da vida
Etico-Adalrico da Alsácia morreu a 20 de fevereiro de 690 no seu castelo de Mont Sainte-Odile, onde foi sepultado.
A Alsácia estava em paz. Os monges, e seus servos limpavam as florestas. Um poder forte sucedia a uma certa instabilidade. O velho duque teve de lutar para manter o poder e o transmitir. Alguns dizem que mudou de carácter, pelo facto da sua fé cristã. Mas não é sobretudo a nobreza da Renânia e a Igreja local que mudaram. Os condes e os dignitários estão, devido ao jogo de alianças, mais próximos. Odília, torna-se santa conservando o seu estatuto de grande Dama e a sua linhagem, vai tornar-se um modelo para a nobreza renânia e mesmo ocidental da Idade Média
Em 1785, numa das capelas da igreja de Hohenbourg, o túmulo deste famoso duque da Alsácia ainda era visível. É um monumento respeitável, pois contém o corpo de quem tem dado tantos imperadores à Alemanha como soberanos da Áustria e à Lorena, e de heróis à Europa. É necessário, no entanto, ter em mente que as reivindicações das casas de Habsburgo e Lorena  são pretensões que não são confirmados por documentos atuais.
Alguns historiadores e escritores deram-lhe nome do santo.

## Descendência

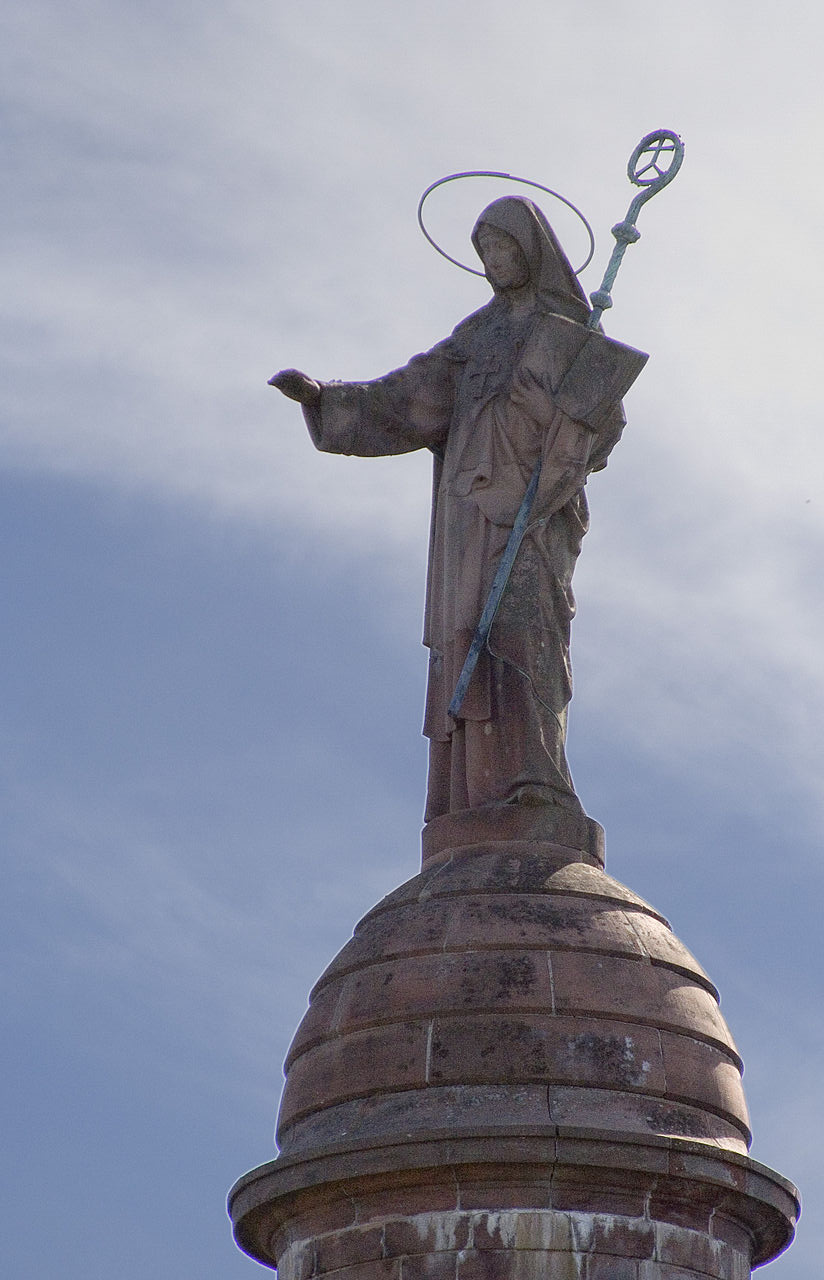
Estátua de santa Odília

Ético-Adalrico da Alsácia e Beresvinda (653-700) tiveram seis filhos :
- Santa Odília nasceu por volta de 662 em Obernai e morreu por volta de 720 no mosteiro de Hohenbourg. Aldarico sonhou em vão casar Odília com algum poderoso senhor de seus amigos. Ela será canonizada no século XI pelo papa Leão IX, e proclamada padroeira da Alsácia, pelo papa Pio XII em 1946.
- Adalberto da Alsácia (cerca de 665 região de Obernai-† 722), que sucede a Adalrico como o duque da Alsácia, depois de sua morte. Ele é também conde de Sundgau. Adalberto construiu a residência real de Koenigshoffen e as abadias de Honau, e de Saint-Etienne de Estrasburgo. A Alsácia, era então um ducado, muito poderoso dentro da Austrásia. Ele casou-se com Gerlinda, filha de Odo.
- Hugo de Alsácia é conde. Ele casou-se com Hermentruda, e deixa três filhos pequenos, como ele pode ter sido morto por seu pai. Ele está na origem do mosteiro de Honau.
- Etichon II do Nordgau (a 670-723), contagem de Nordgau, possível ancestral das casas de Lorena e de Eguisheim, bem como do papa Leão IX, mas sem que isso seja uma certeza. Ele está na origem do mosteiro de Honau.
- Batico da Alsácia (ou "Baduco"), conde da Alsácia, morreu em 725. Ele está na origem do mosteiro de Honau, e o de Wissembourg. A abadia de são Pedro e são Paulo é fundada no sitio, no século VII por São Pirmino numa ilha do Lauter (rio).
- Santa Rosvinda, é a última das filhas do duque Adalrico. Ela imita a sua piedosa irmã ao dedicar-se a Deus no mesmo mosteiro de Hohenbourg.